# Шиперов, Иван Фёдорович
Ива́н Фёдорович Шипе́ров (1.1.1894, с. Шиперово, Лодейнопольский уезд, Олонецкая губерния — 15.10.1938, Махачкала) — деятель ГПУ/НКВД СССР. Председатель Специальной коллегии Главного Суда Дагестанской АССР. Входил в состав особой тройки НКВД СССР, внесудебного и, следовательно, не правосудного органа уголовного преследования.

## Биография
Иван Фёдорович Шиперов родился в крестьянской семье 1 января 1894 года в селе Шиперово Лодейнопольского уезда Олонецкой губернии. В 1905 году окончил 2 класса земской школы после чего работал по найму. В сентябре 1915 года призван в Русскую армию, где служил рядовым-столяром нестроевой роты 171-го 179-го запасных батальонов. В июне 1917 года демобилизован. В августе 1918 года вступил добровольцем в отряд Красной Гвардии по борьбе с белофиннами в селе Вознесенье Олонецкой губернии. Член РКП(б) с 1 сентября 1918 года. В 1918—1920 годах назначался председателем полкового суда Петроградского коммунистического полка. Далее его деятельность была преимущественно связана с работой в органах ВЧК-ОГПУ-НКВД.
- 1920—1923 годы — заместитель председателя Черноморской ЧК, начальник отделения Кубано-Черноморского облотдела ГПУ, начальник Секретно-оперативной части Армавирского окротдела ГПУ.
- 1923—1924 годы — начальник отделения Кубано-Черноморского облотдела ГПУ.
- 1924—1925 годы — начальник отделения Кубанского окротдела ГПУ, далее в Полномочном представительстве ОГПУ по Северо-Кавказскому краю.
- 1933—1934 годы — начальник Черкесского облотдела ГПУ, начальник УНКВД Черкесской автономной области.
- 1934—1937 годы — председатель специальной коллегии Главного суда Дагестанской АССР. Этот период отмечен вхождением в состав особой тройки, созданной по приказу НКВД СССР от 30.07.1937 № 00447[2] и активным участием в сталинских репрессиях[3].
- 1938 год — начальник Отдела шоссейных дорог (ОШОСДОР) НКВД Дагестанской АССР.

Иван Фёдорович Шиперов скончался 15 октября 1938 года в Махачкале.